# Пробіжнянський замок
Пробіжнянський замок — втрачена оборонна споруда у с. Пробіжна Чортківського району Тернопільської області України.

## Відомості
Замок доповнював міські укріплення, захищаючи містечко зі східного боку. Однак зараз розташування замчища не відоме.
Пробіжна була заснована на річці Нічлава. Це село в XVII столітті вже було містом, власністю графа[джерело?] Завадовського, яке було відзначено на карті Боплана. Укріплення складалися із замку на лівому березі річки та міських валів на правому березі Нічлави.
Від нього не залишилося і сліду. За схемами відомо, на якому березі річки розміщувалася фортеця, це дало змогу дослідникам відшукати замчище — вони орієнтувались на історичний центр колишнього містечка і шукали підвищення на протилежному березі річки.
Французький інженер і військовий картограф Гійом Левассер де Боплан, який перебував на польській службі, схематично зазначив на своєму «Спеціальний і докладний план України» зміцнення Пробіжної. Виходячи з цієї схеми, дослідники дійшли висновку, що в цей період зміцнення містечка складалися з замку, розташованого на лівому березі річки, і укріплень містечка, який знаходився на правому березі.
Замок був самостійним укріпленням, яке, ймовірно, використовували як цитадель, у разі якщо ворог проривав оборонний пояс містечка.  Він захищав підходи до містечка зі східної сторони. Про те, як виглядали укріплення замку, інформації немає. Також немає даних про те, з якого матеріалу були зведені укріплення.